# 孫叔容
孫叔容（1918年—2005年5月22日）是中國武術家，孙氏太极拳傳人，為孫祿堂的孫女、孙存周的女兒。
出生於北京。曾先後在北海公园和月坛公园教拳授徒。1979年被聘為开封市武术协会顾问，開始在河南大学內授拳。著有《孙禄堂武学著作大全》、《孙氏太极剑》、《孙氏太极拳竞赛套路教与学》等書籍。

## 身後
2018年11月，孙叔容诞辰一百周年的紀念活動在北京市舉行。